# Joseph Ignace
 (mai 2011).
Joseph Ignace (né en 1769 ou 1772 à Pointe-à-Pitre, en Guadeloupe, et mort le 25 mai 1802 aux Abymes, en Guadeloupe) est un officier des troupes républicaines opposé au rétablissement de l'esclavage par Napoléon Bonaparte.

## Biographie
Noir libre, Joseph Ignace est d'abord charpentier ; puis il participe au soulèvement de Pointe-à-Pitre en 1792. Engagé dans l'armée républicaine, il gravit les échelons, capitaine en 1801, puis en 1802 chef de bataillon et commandant du fort de la Victoire situé à Pointe-à-Pitre (aujourd'hui détruit). Il participe à l'insurrection militaire puis l'arrestation du gouverneur de l'île Jean-Baptiste Raymond de Lacrosse, le 24 octobre 1801.
Le 6 mai 1802, le général de division Antoine Richepance et ses 3 740 soldats débarquent à Pointe-à-Pitre. Richepanse décide immédiatement de remplacer les troupes noires dans les forts par ses propres hommes ; le capitaine Rougier occupe alors le fort de la Victoire. Joseph Ignace, qui devait tuer ce capitaine ultérieurement, rejoint avec ses hommes la résistance menée par Louis Delgrès à partir du 10 mai.
Lors de la défense de Baimbridge contre les troupes commandées par le général Richepance et le chef de brigade Magloire Pélage, Ignace se suicide le 25 mai 1802, respectant le serment qu'il avait fait de « Vivre libre ou mourir ».

## Mémoire
Sa participation à l'arrestation de Lacrosse en 1801, et surtout à la résistance contre le rétablissement de l'esclavage en 1802, fait d'Ignace un symbole pour les antiesclavagistes et les autonomistes guadeloupéens.
- École élémentaire d'application Joseph Ignace, boulevard de Baimbridge, Les Abymes[4].
- La statue d'Ignace, par Jacky Poulier, Les Abymes[5].